# Cárcavas de Marchal
Las cárcavas de Marchal son un macizo arcilloso, representativo de un paisaje de badlands, ubicado en la hoya de Guadix, dentro del término municipal de Marchal (Granada, España). Se caracteriza por la abundancia de formaciones acarcavadas producto de la erosión del agua. 
Las cárcavas de Marchal, que cuenta con una superficie de 5,22 hectáreas, fueron declaradas monumento natural de Andalucía en octubre de 2003 por la Junta de Andalucía. Históricamente este macizo arcilloso ha sido utilizado para la creación de casas-cueva donde habitaban los ciudadanos del municipio.

## Formación
Los movimientos de placas terrestres de la zona provocaron el hundimiento de esta área, lo que dio origen a una fosa tectónica. La depresión formada se fue rellenando con materiales, poco consolidados, como arcillas, yesos y limos. La combinación de precipitaciones de carácter torrencial junto a la inexistencia de una cobertura vegetal adecuada provocó un gran arrastre de materiales, lo que dio como resultado la formación de regueras, barranqueras y, en último extremo, las cárcavas. 